# Sabrina Habich-Sobiegalla
Sabrina Habich-Sobiegalla ist eine deutsche Sinologin.

## Leben
2008 erwarb sie den M.A. in Sinologie, Betriebswirtschaftslehre und Politikwissenschaft an der Universität Würzburg. Von 2017 bis 2022 war sie Juniorprofessorin für Staat und Gesellschaft des modernen China an der FU Berlin. Seit 2022 ist sie Professorin für Staat und Gesellschaft des modernen China an der FU Berlin.
Ihre Forschungsinteressen sind Chinas soziale und wirtschaftliche Entwicklung, Wasser- und Ressourcenverwaltung, erneuerbare Energien, entwicklungsbedingte Verdrängung und zentral-lokale Beziehungen mit Schwerpunkt China.

## Schriften (Auswahl)
- Dams, migration and authoritarianism in China. The local state in Yunnan. London 2016, ISBN 1-138-93493-3. Rezension Rezension Rezension